# Passion and Warfare
Passion and Warfare instrumentalni je album gitariste Steve Vaia. Sav materijal je snimljen u studiju The Mothership koji se nalazi u njegovoj kući na Hollywood Hillsu. Na albumu se nalazi 14 pjesama koje je producirao Steve Vai.

## Popis pjesama
1. "Liberty"  – 2:02
2. "Erotic Nightmares"  – 4:13
3. "The Animal"  – 3:55
4. "Answers"  – 2:41
5. "The Riddle"  – 6:22
6. "Ballerina 12/24"  – 1:45
7. "For The Love Of God"  – 6:02
8. "The Audience Is Listening"  – 5:30
9. "I Would Love To"  – 3:40
10. "Blue Powder"  – 4:44
11. "Greasy Kid's Stuff"  – 2:57
12. "Alien Water Kiss"  – 1:10
13. "Sisters"  – 4:07
14. "Love Secrets"  – 3:35